# Drapeau de Topeka
 (mai 2025).
La mise en forme du texte ne suit pas les recommandations de Wikipédia : il faut le « wikifier ».
Les points d'amélioration suivants sont les cas les plus fréquents. Le détail des points à revoir est peut-être précisé sur la page de discussion.
- Les titres sont pré-formatés par le logiciel. Ils ne sont ni en capitales, ni en gras.
- Le texte ne doit pas être écrit en capitales (les noms de famille non plus), ni en gras, ni en italique, ni en « petit »…
- Le gras n'est utilisé que pour surligner le titre de l'article dans l'introduction, une seule fois.
- L'italique est rarement utilisé : mots en langue étrangère, titres d'œuvres, noms de bateaux, etc.
- Les citations ne sont pas en italique mais en corps de texte normal. Elles sont entourées par des guillemets français : « et ».
- Les listes à puces sont à éviter, des paragraphes rédigés étant largement préférés. Les tableaux sont à réserver à la présentation de données structurées (résultats, etc.).
- Les appels de note de bas de page (petits chiffres en exposant, introduits par l'outil «  Source ») sont à placer entre la fin de phrase et le point final[comme ça].
- Les liens internes (vers d'autres articles de Wikipédia) sont à choisir avec parcimonie. Créez des liens vers des articles approfondissant le sujet. Les termes génériques sans rapport avec le sujet sont à éviter, ainsi que les répétitions de liens vers un même terme.
- Les liens externes sont à placer uniquement dans une section « Liens externes », à la fin de l'article. Ces liens sont à choisir avec parcimonie suivant les règles définies. Si un lien sert de source à l'article, son insertion dans le texte est à faire par les notes de bas de page.
- La présentation des références doit suivre les conventions bibliographiques. Il est recommandé d'utiliser les modèles {{Ouvrage}}, {{Chapitre}}, {{Article}}, {{Lien web}} et/ou {{Bibliographie}}. Le mode d'édition visuel peut mettre en forme automatiquement les références.
- Insérer une infobox (cadre d'informations à droite) n'est pas obligatoire pour parachever la mise en page.

Pour une aide détaillée, merci de consulter Aide:Wikification.
Si vous pensez que ces points ont été résolus, vous pouvez retirer ce bandeau et améliorer la mise en forme d'un autre article.
Le drapeau de Topeka est le symbole de la vexillologie représentant la ville américaine de Topeka, au Kansas. Il a été conçu par l'organisation des jeunes professionnels de Topeka, Forge en 2018 et adopté en 2019 en remplacement d'un design de 1977 créé par un groupe de scouts local.
Dans l'enquête 2022 de la North American Vexillological Association, le drapeau a reçu une note A et a été classé dans le top 25 sur plus de 300 drapeaux.

## Conception

### Drapeau de 1977
L'or sur le drapeau reflétait le surnom de la ville, “La Ville d'or”. Le vert foncé représentait la fertilité de la vallée de Kaw et du maïs et leur importance en tant que produit agricole de la région. Sur le sceau, qui reste le sceau de Topeka,[1] est écrit sur le chef est écrit "Golden City" qui est le surnom de la ville. Sur le dextre se trouve une maison Kaw qui évoque la présence du peuple Kaw dans la région. Des deux côtés de la maison est une flèche et une tige de maïs qui représente le fait que les Lois étaient des chasseurs ainsi que des agriculteurs. À la base se trouve le Capitole symbolisant Topeka étant la capitale du Kansas. La bande qui divise le bouclier représente le pont reliant North Topeka à Topeka. Les neuf étoiles sur ladite bande évoquent les neuf fondateurs de la ville,.

## Drapeau actuel
Le tournesol signifie que Topeka est la capitale du Kansas surnommée "l'État du tournesol". Ses neuf pétales symbolisent les neuf fondateurs de la ville. L'étoile dans le coin droit représente l'emplacement géographique de Topeka et son statut de capitale du Kansas (les étoiles représentent souvent les capitales sur les cartes). La flèche verte sur le tournesol pointant vers l'étoile évoque également la statue au sommet du Capitole de l'État du Kansas pointant vers une étoile. Cela donne également un clin d'œil à la devise du Kansas, “aux étoiles à travers les difficultés."

## Histoire

### Drapeau de 1977
Le drapeau précédent comprenait le sceau de la ville de Topeka à gauche et un bicolore horizontal de jaune et de vert et a été conçu en 1977 par un groupe de scouts locaux. À la demande de la marine américaine, les responsables de la ville de Topeka au début des années 1960 ont organisé la création de ce qui devait être un drapeau officiel de la ville. Le drapeau a ensuite été affiché sur un croiseur léger naval, l'USS Topeka. En 1975, les membres de la troupe de scouts 43 étaient à la recherche d'un projet communautaire du bicentenaire lorsque le maire de l'époque, Bill McCormick, les a encouragés à travailler sur un drapeau de la ville. Le conseil a approuvé leur conception en 1977, qui portait l'écusson de la ville. Dans l'enquête de 2004 de la North American Vexillological Association, il a été classé 46 sur les 150 drapeaux et a reçu un score de 4,76.